# Kevin Daniels
Kevin Dwight Daniels Jr. (San Diego, 9 dicembre 1976) è un attore statunitense.

## Filmografia parziale

### Cinema
- Kate & Leopold, regia di James Mangold (2001)
- Hollywood Homicide, regia di Ron Shelton (2003)
- Squadra 49 (Ladder 49), regia di Jay Russell (2004)
- The Island, regia di Michael Bay (2005)
- And Then Came Love, regia di Richard Schenkman (2007)
- L'osservatore (The Watcher), regia di Ryan Rothmaier (2016)
- Bitch, regia di Marianna Palka (2017)
- Swing State, regia di Jonathan Sheldon (2017)
- Alaska Is a Drag, regia di Shaz Bennett (2017)
- Poor Greg Drowning, regia di Jeffrey Scott Collins (2018)
- The California No, regia di Ned Ehrbar (2020)
- aTypical Wednesday, regia di J. Lee (2020)
- Untitled Horror Movie, regia di Nick Simon (2021)
- Shelter in Place, regia di Chris Beyrooty e Connor Martin (2021)

### Televisione
- Twelfth Night, or What You Will - film TV (1998)
- Law & Order - I due volti della giustizia (Law & Order) - 2 episodi (2000-2001)
- Con gli occhi rivolti al cielo (Their Eyes Were Watching God) - film TV (2005)
- Castle - serie TV, episodio 5x02 (2012)
- Il Natale più bello di sempre (One Christmas Eve) - film TV (2014)
- Sirens - 23 episodi (2014-2015)
- The Exes - 2 episodi (2011, 2015)
- Glimpses of Greg - 2 episodi (2015-2016)
- Trial & Error - 4 episodi (2017)
- The Orville - 2 episodi (2018-2019)
- Why Women Kill - 4 episodi (2019)
- Modern Family - 12 episodi (2010-2019)
- Council of Dads - 7 episodi (2020)
- Coop and Cami Ask the World - 10 episodi (2018-2020)
- Atypical - 8 episodi (2017-2021)
- The Big Leap - Un'altra opportunità (The Big Leap) - 11 episodi (2021)
- Will Trent – serie TV, 12 episodi (2023-2025)

## Doppiatori italiani
Nelle versioni in italiano delle opere in cui ha recitato, Taylor Nichols è stato doppiato da:
- Stefano Alessandroni in The Mentalist, Suits
- Alberto Angrisano in Now Apocalypse, The Big Leap - Un'altra opportunità
- Roberto Draghetti in Smallville
- Marco Bassetti in Modern Family
- Pasquale Anselmo in Dr. House - Medical Division
- Fabrizio Russotto in Castle
- Gerolamo Alchieri in Hawaii Five-0
- Alessandro Budroni in Atypical
- Luca Graziani in What/If
- Dimitri Winter in Will Trent
- Andrea Lavagnino in Station 19

Da doppiatore è stato sostituito da:
- Gianluca Iacono in Dying Light